# Хомин Роман
Роман (Рафаїл) Хомин (псевдо: «Кис»; 5 січня 1907, Піддністряни, Жидачівський район, Львівська область — 15 жовтня 1944, Липа, Калуський район, Івано-Франківська область) — ієромонах-студит, іконописець, капелан Старшинської школи УПА «Олені».

## Життєпис

Відвідини семінаристами Львівської Духовної Семінарії Святоуспенської Унівської Лаври. Сидить другий справа о. Рафаїл Хомин, бл. Климентій Шептицький — сидить у центрі. 3 травня 1935 р.

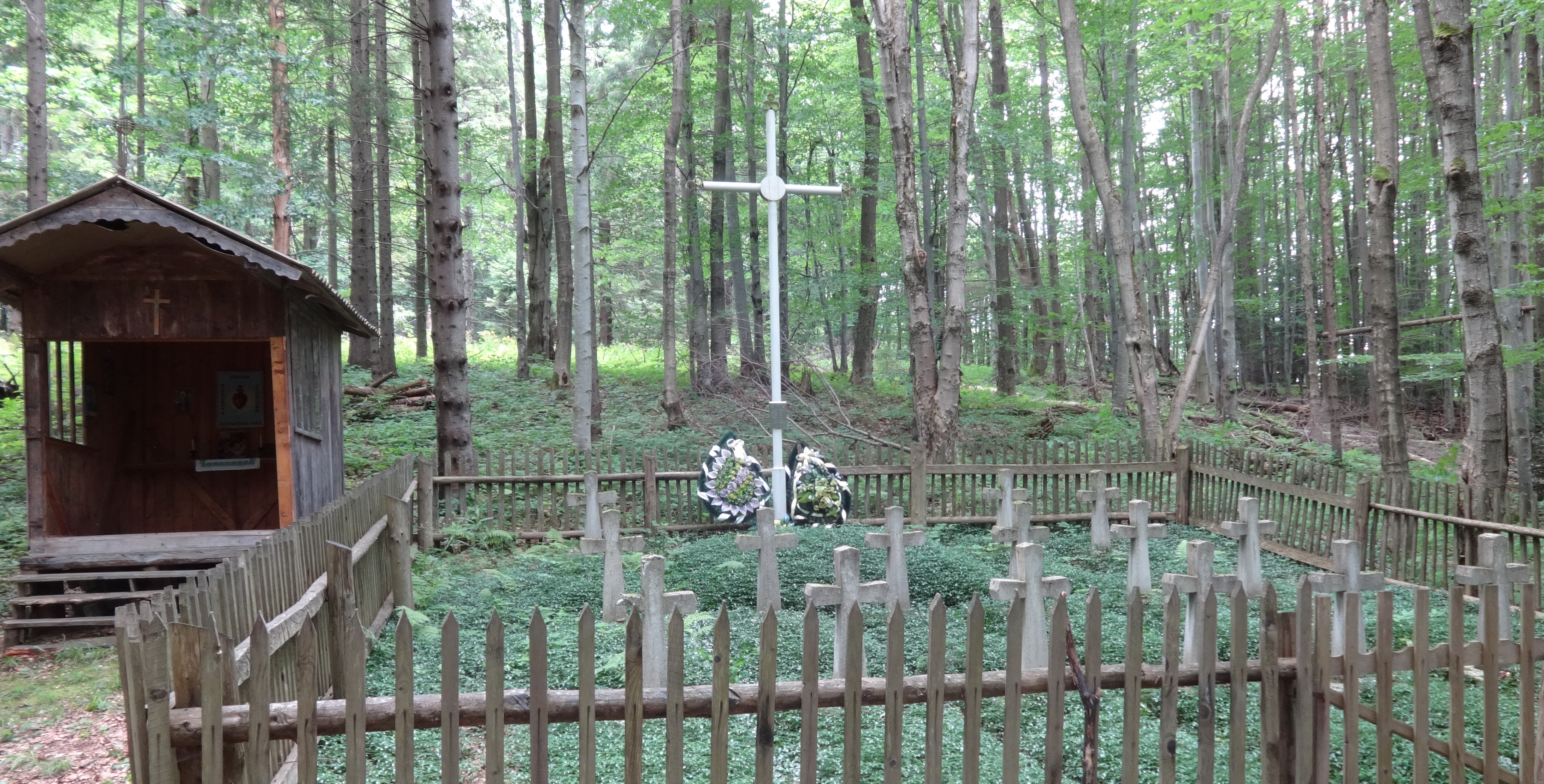
Цвинтар старшини та курсантів старшинської школи Української повстанської армії «Олені» на горі Яворина

Народився 5 січня 1907 року в селі Піддністряни теперішнього Жидачівського району, Львівської області.
Навчався в духовній семінарії у Львові, яку закінчив у 1931 році. 15 березня цього ж року отримав дияконські, а 22 березня священничі свячення у соборі святого Юра. З 24 березня до 18 червня 1931 — сотрудник парохії в селі Ляшків. А з 18 червня до жовтня 1931 — сотрудник парохії в селі Вербилівці.
Із жовтня 1931 до вересня 1932 навчався у Римі в Колегіумі Руссікум та Папському східному інституті (1936–1938). Там він прийняв монаші обіти 26 жовтня 1932 року і отримав ім'я Рафаїл.
В 1932 році також виконував душпастирські функції для українських в'язнів у в'язницях Вронкі, Вісьнич і Равич.
У 1933 році продовжив освіту в Левенському католицькому університеті, Бельгія.
Після повернення в Галичину певний час був духівником для монахинь у Словіті.
Активно займається відродженням неовізантійського іконописного стилю, розписує храми, малює ікони для іконостасів, викладає в студійській іконописній школі. Часто перебував у Свято-Успенській Унівській Лаврі, був помічником ігумена Климентія Шептицького.
У липні 1944 року звернувся до віце-президента УГВР Івана Гриньоха та керівника Головного військового штабу УПА Олекси Гасина з проханням прийняти його як духівника в УПА: 
| Перед нами стояв о. ігумен Роман-Рафаїл Хомин. Просить прийняти його як духовника до УПА. Радимося з Олексою Гасином. Основоположні акти не передбачують такої функції, натомість була можливість «обійти акти» і прийняти о. Рафаїла в ряди УПА в характері виховника. Так і сталося. Полк. Гасин порадив о. Рафаїлові відбути кількатижневу військову підготовку і вислав його до Старшинської школи в Чорному Лісі, недалеко Рожанки Нижньої в характері «виховника».[1] |
Перебував у складі Старшинської школи УПА «Олені», яка знаходилась поряд з горою Яворина поблизу села Липа. Тут і загинув 15 жовтня 1944 року разом із командиром школи Федором Польовим та іншими інструкторами і курсантами внаслідок широкої облави військами НКВС. Похований у братській могилі біля місця загибелі.

## Вклад у мистецтво
Роман (Рафаїл) Хомин був однією з ключових постатей у справі організації студійської іконописної школи.

### Роботи
- Участь у розписуванні церкви Успіння в Уневі площею близько 6000 кв. м.
- Розпис стін та створення ікон для іконостасу церкви Різдва Богородиці в с. Холоїв (тепер с. Вузлове Радехівського р-ну)
- Обкладинка журналу «Ясна Путь»
- Реставрація копії чудотворної ікони Унівської Богородиці
- Ікона Богородиці Оранти (зберігається у монастирському музеї в Уневі)
- Розписи внутрішнього простору храму св. Йоана в Розето (Італія).